# Montmédy
Montmédy település Franciaországban, Meuse megyében. Lakosainak száma 2018 fő (2022. január 1.). Montmédy Avioth, Bazeilles-sur-Othain, Han-lès-Juvigny, Iré-le-Sec, Juvigny-sur-Loison, Thonne-la-Long, Thonne-les-Près, Thonnelle, Verneuil-Grand, Verneuil-Petit, Vigneul-sous-Montmédy és Villécloye községekkel határos.

## Népesség
A település népességének változása:
| Lakosok száma | 2196 | 2024 | 1943 | 2233 | 2255 | 2199 | 2136 | 2052 | 2040 | 2018 |
|               | 1968 | 1982 | 1990 | 2006 | 2013 | 2015 | 2017 | 2019 | 2020 | 2022 |